# Cherchez la femme (romanzo)
Cherchez la femme è un romanzo dell'autore italiano Gianni Materazzo, pubblicato per la prima volta il 26 maggio 1991 come Giallo Mondadori n. 2208 ed è composto da 21 capitoli. Questo romanzo, insieme ai romanzi Delitti imperfetti e Villa Maltraversi, fa parte di una trilogia dal titolo Tre passi nel delitto.
Da questo romanzo è stato tratto l'omonimo film per la televisione del 1993 che vede come protagonisti Gioele Dix e Florinda Bolkan.

## Personaggi
- Luca Marotta: avvocato
- Enzo Bellocchi: faccendiere e amico di Luca Marotta
- Giovanna Bellocchi: moglie di Enzo Bellocchi
- Rodolfo Bellocchi: figlio di Enzo Bellocchi
- Tosca Bellocchi: figlia di Enzo Bellocchi
- Ernesto Franzoni: chirurgo e direttore del Sant'Orsola
- Pippo Scalise: chirurgo
- Clafo Hadad: famoso chirurgo plastico
- Giorgio Dalfiume: chirurgo plastico, aiuto del professor Hadad
- Nicola Morace: sostituto procuratore della Repubblica e amico di Luca Marotta
- Medugno: Commissario

## Trama
Enzo Bellocchi ha trovato una lettera scritta da Pippo Scalise a sua moglie Giovanna. Decide di andare a trovare, per un consiglio legale, il suo amico Luca Marotta. La lettera è breve ma chiara, Pippo Scalise è l'amante di Giovanna e nella lettera si capisce che Pippo ha deciso di troncare la loro relazione clandestina. Lui scrive che, visto che si dovranno frequentare ugualmente, spera che Giovanna possa essergli amica. Enzo non è un santo, ha avuto diverse amanti, ma sapere che sua moglie lo tradisce gli brucia tantissimo. Vorrebbe chiedere il divorzio ma poi, anche grazie alle parole di Luca, cambia idea. Nonostante tutto ama sua moglie.
Il giorno dopo Enzo da una festa a casa sua e, tra gli invitati, c'è Luca Marotta, Pippo Scalise, il professor Haddad, Rodolfo Bellocchi, Ernesto Franzoni, ecc. Il professor Haddad si trova a Bologna per eseguire alcuni interventi chirurgici. La mattinata successiva Luca riceve una telefonata da Enzo, il professor Haddad è stato sgozzato in sala operatoria. Era insieme ad alcuni collaboratori per eseguire un'operazione quando un bisturi, maneggiato da una non ben precisata ma esperta mano, gli taglia la gola di netto facendo morire il professore in un lago di sangue.
Delle indagini sono stati incaricati Nicola Morace e il commissario Medugno. Dopo i primi interrogatori sia Nicola Morace che Luca Marotta capiscono che, forse, una donna si è infiltrata in sala operatoria ed ha ucciso in professor Haddad. Questa donna sarà, da Nicola Morace, soprannominata Dark Lady per poterla identificare. Intanto anche Luca Marotta, per suo conto, incomincia ad indagare su questo strano omicidio.
I primi sospetti di Nicola Morace e di Luca Marotta cadono su Giovanna Bellocchi per via di alcune strane coincidenze, ma poi Luca lascia questa pista, non è più convinto che sia stata lei. Marotta indaga, un po' per caso, un po' per fortuna e un po' per sua bravura, su Suady Fellus e sulla sua amica Josephine entrambe bellissime modelle e amiche di Rodolfo Bellocchi. Queste indagini personali di Marotta lo portano in Via Massarenti e li scopre il cadavere di Suady Fellus. Anche Suady è stata uccisa con un taglio deciso e preciso alla gola. Suady era, a detta della sua amica Josephine e di Morace, entrata in un brutto giro di prostituzione e droga.
Marotta viene incaricato, dalla famiglia Bellocchi, di tutelare i loro interessi visto che Morace ha intenzione di sottoporre ad interrogatorio Giovanna Bellocchi. La famiglia Bellocchi ha organizzato un fine settimana nella casa di campagna. Sono state invitate molte persone, tra cui Luca Marotta. La mattina successiva viene trovato il cadavere di Remo Carminati, custode della villa della famiglia Bellocchi. Anche questo omicidio viene imputato al solito assassino visto che anche Remo Carminati presenta un taglio profondo alla gola.
Il romanzo continua con l'individuazione del colpevole e con la spiegazione dei motivi di questi tre efferati omicidi e di come Luca Marotta riesca ad individuare, grazie a molti piccoli indizi, la via maestra per la risoluzione di questo intricato triplice delitto.

## Curiosità
Nel romanzo ci sono molte citazioni, sia a personaggi famosi sia a marchi e prodotti commerciali altrettanto famosi. Tra i personaggi Giacomo Puccini, Santa Rita da Cascia, Omar Sharif, Federico Fellini, Ray Charles, Michael Jackson, Anton Čechov e la sua opera teatrale "Il gabbiano", Jack lo squartatore, il mostro di Firenze, ecc.
Al capitolo 7 c'è una citazione del romanzo precedente Delitti imperfetti.
Al capitolo 9 c'è una citazione della raccolta di racconti Le mille e una notte.
Al capitolo 10 c'è una citazione dal fantasma dell'Opera.
Al capitolo 13 c'è una citazione della poesia Canto notturno di un pastore errante dell'Asia di Giacomo Leopardi.

## Edizioni
- Gianni Materazzo, Cherchez la femme, 1991ª ed., Arnoldo Mondadori Editore,  p. 154.
- Gianni Materazzo, Cherchez la femme. La seconda indagine dell'avvocato Marotta. Le inchieste dell'avvocato Marotta. Vol. 2, Robin, 2010,  p. 229, ISBN 88-7371-630-X.